# Papilio mechowianus
Papilio mechowianus là một loài bướm thuộc họ Bướm phượng (Papilionidae). 
Loài Papilio mechowianus được mô tả năm 1885 bởi Dewitz. Loài bướm Papilio mechowianus sinh sống ở .

## Hình ảnh

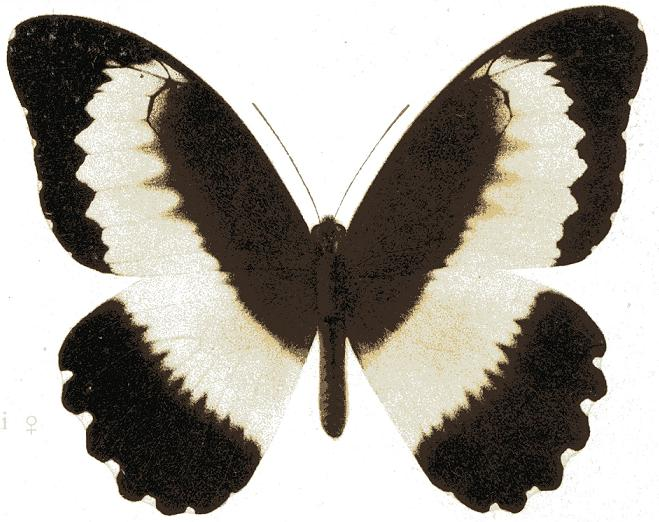
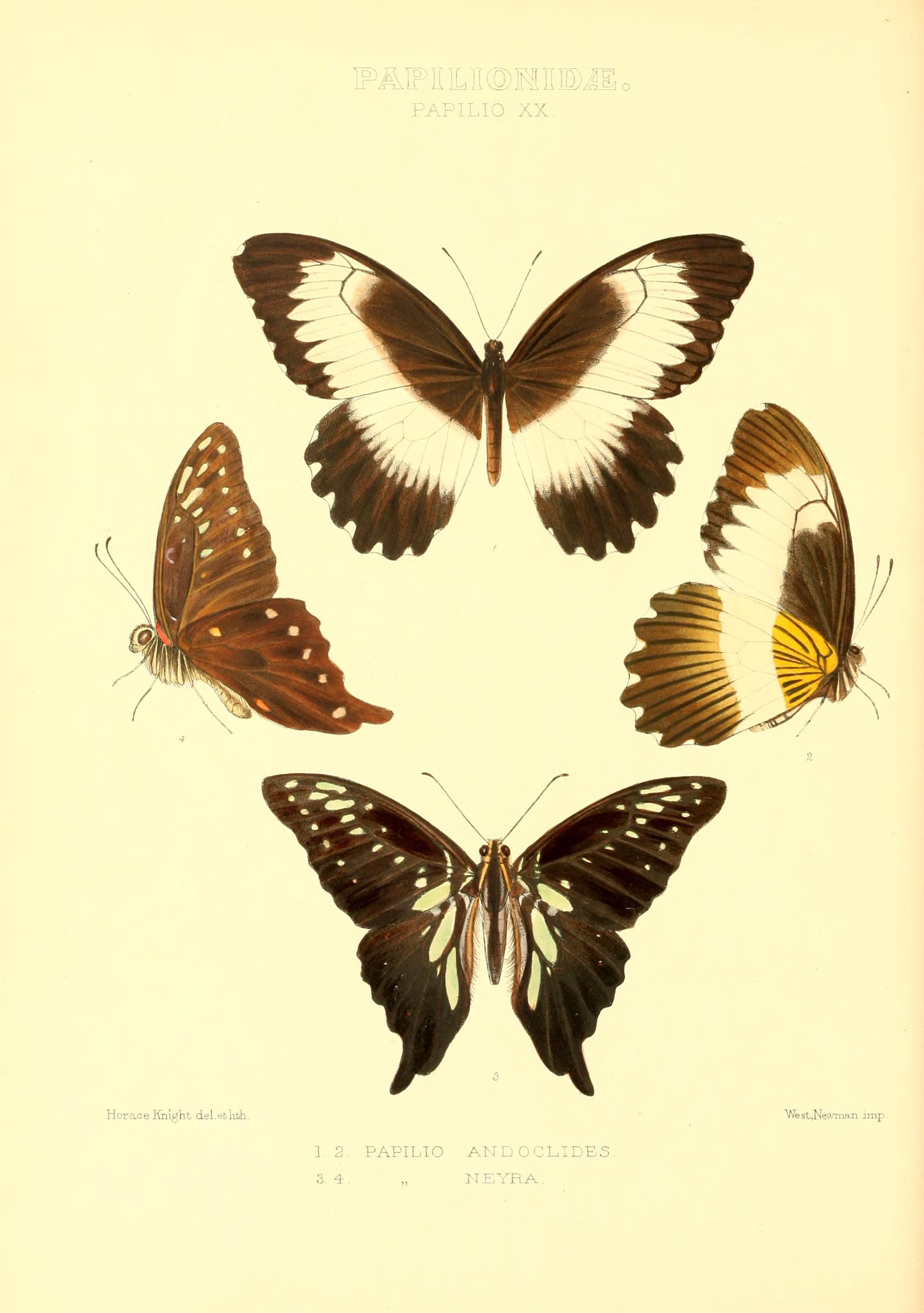
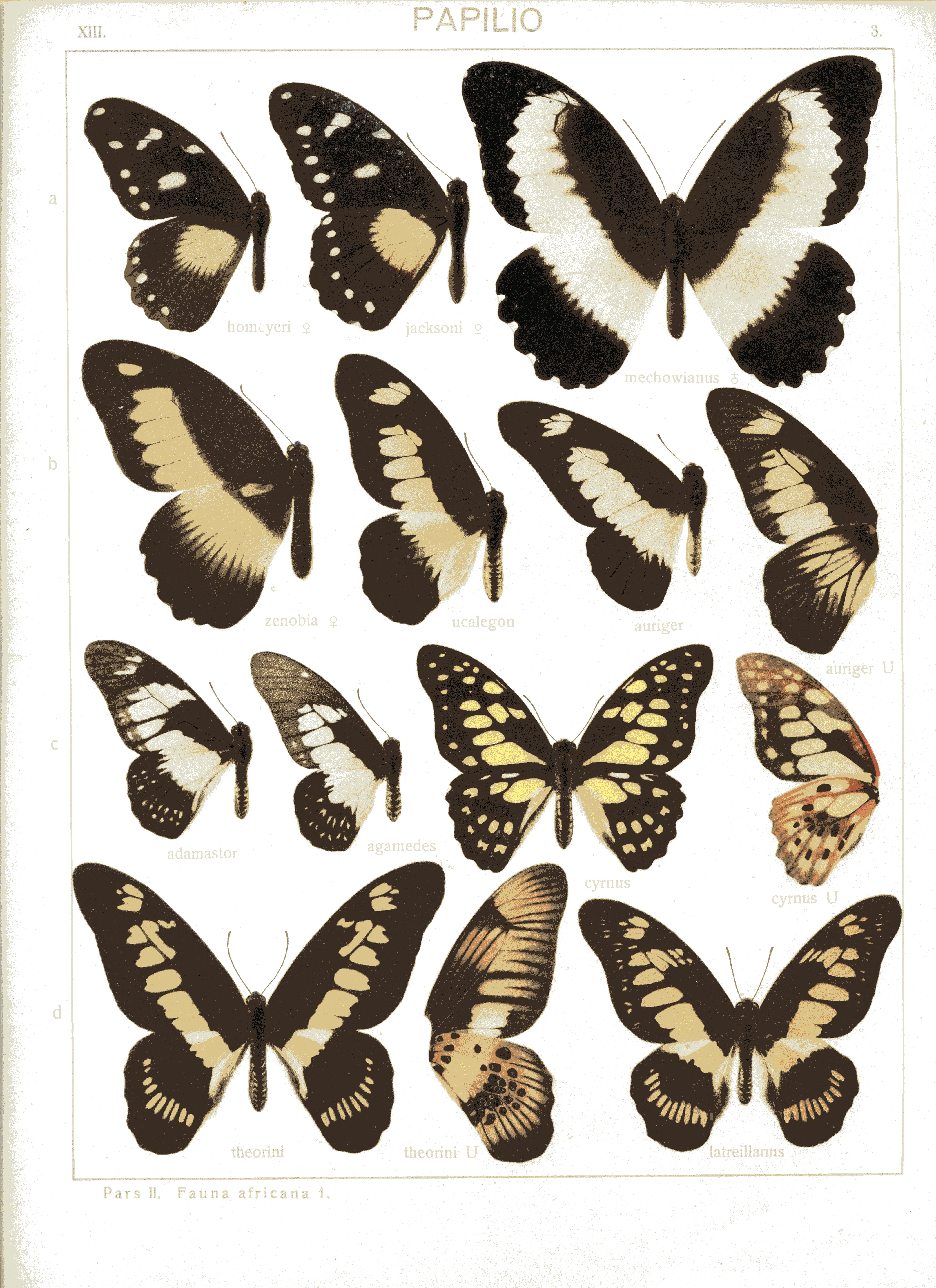